# Konch
Konch ist eine Stadt im indischen Bundesstaat Uttar Pradesh.
Die Stadt ist Teil des Distrikts Jalaun. Konch hat den Status eines Nagar Palika Parishad. Die Stadt ist in 25 Wards gegliedert. Sie hatte am Stichtag der Volkszählung 2011 53.412 Einwohner, von denen 28.237 Männer und 25.175 Frauen waren. Hindus bilden mit einem Anteil von über 67 % die Mehrheit der Bevölkerung in der Stadt. Die Alphabetisierungsrate lag 2011 bei 72,35 %.